# Захаров, Павел Васильевич
Павел Васильевич Захаров (9 марта 1939 — 23 января 1997) — российский вор в законе по кличке Паша Цируль, один из главных наркобаронов России 1990-х годов, держатель воровского «общака» в течение многих лет.

## Жизнь до 1990-х годов
Павел Захаров родился 9 марта 1939 года в Москве. Своё детство он провёл в бараке, был «трудным» подростком, воровал деньги у собственных родственников. После окончания пятого класса бросил школу, воровал. В возрасте 19 лет Захарова задержали и впоследствии осудили за карманную кражу. Но уже через год он оказался на свободе по амнистии. Во время заключения Захаров был так называемым «отрицалой», отказывался сотрудничать с администрацией колонии. Вскоре он был «коронован» и стал вором в законе по прозвищу Паша Цируль. Таким образом, Павел Захаров являлся одним из самых молодых воров в законе.
Спустя год после освобождения Захарова вновь арестовали за совершение кражи. На сей раз суд приговорил его к 3 годам лишения свободы. Именно к тому периоду и относится появление у него страсти к наркотическим средствам. Выйдя на свободу в конце 1970-х годов, Захаров создал свою преступную группировку, которая стала промышлять махинациями с чеками «Внешпосылторга» и заниматься мошенничеством в магазинах «Берёзка».
В 1982 году Павел Захаров был арестован за кражу, хранение оружия и наркотиков и впоследствии осуждён. Когда в разгар перестройки он вышел на свободу, клан[уточнить] воров в законе доверил ему хранение так называемого «общака». Паша Цируль принимал участие в становлении Коптевской, Солнцевской, Долгопрудненской, Пушкинско-Ивантеевской организованных преступных группировок.

## 1990-е годы
В 1990 году Захаров стал заниматься оптовой поставкой наркотиков из Колумбии. Под его руководством Долгопрудненская ОПГ захватила территорию обоих аэропортов «Шереметьево». Числился снабженцем в одной из фирм города Волжска.
В начале 1990-х был арестован и осуждён, затем был освобождён.
15 декабря 1994 года был арестован в своём особняке за организацию торговли наркотиками. 23 января 1997 года скончался в камере СИЗО «Лефортово». Его сообщники впоследствии были осуждены.